# C-241

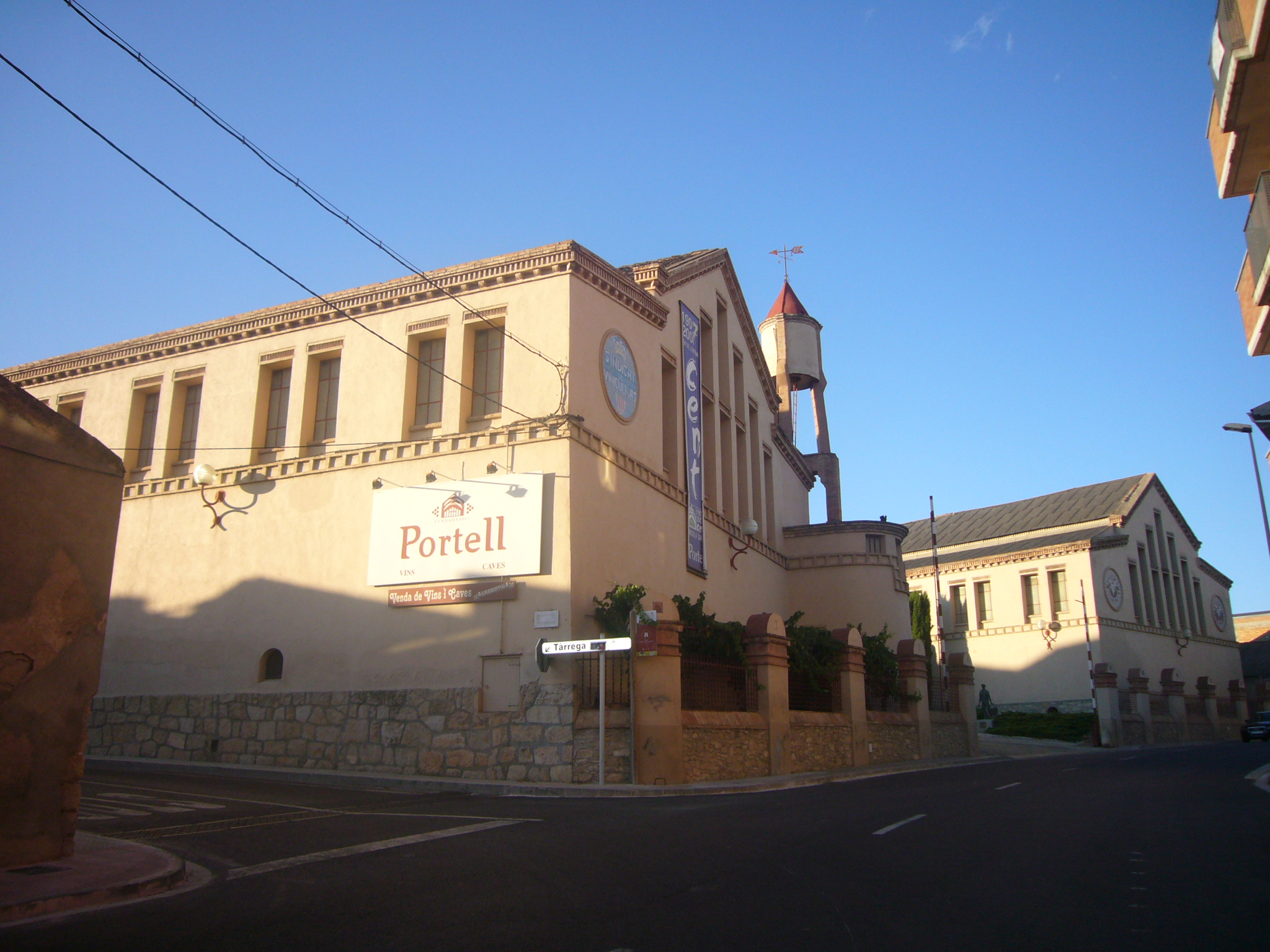
La C-241 davant el celler cooperatiu de Sarral, obra modernista de l'arquitecte Pere Domènech i Roura de 1914. La carretera que surt a l'esquerra en direcció Tàrrega és la T-233.

La C-241 és una carretera secundària que uneix la C-14 a la Guàrdia dels Prats amb Igualada passant per Pira, Sarral, Rocafort de Queralt, les Piles, Santa Coloma de Queralt, Aguiló i Sant Martí de Tous.